# Propleroma atrifasciata
Propleroma atrifasciata är en insektsart som beskrevs av Van Stalle 1986. Propleroma atrifasciata ingår i släktet Propleroma och familjen Kinnaridae. Inga underarter finns listade i Catalogue of Life.